# بيتر دود (سياسي)
بيتر دود هو عضو المجلس المحلي ‏ وسياسي بريطاني، ولد في 20 يونيو 1957 في بوتل ‏ في المملكة المتحدة. نشط حزبياً في حزب العمال.

## مناصب
- انتخب أمين عام الظل الأول لوزارة المالية [الإنجليزية]‏ (9 فبراير 2017 – 6 أبريل 2020).
- في الانتخابات العامة في المملكة المتحدة 2019، انتخب عضو البرلمان الثامن والخمسين للمملكة المتحدة  [لغات أخرى]‏ عن دائرة بوتل وقد انضم خلال فترته النيابية ‏ (12 ديسمبر 2019 – ) للكتلة البرلمانية حزب العمال.
- في الانتخابات العامة في المملكة المتحدة 2015، انتخب عضو البرلمان السادس والخمسين للمملكة المتحدة  [لغات أخرى]‏ عن دائرة بوتل وقد انضم خلال فترته النيابية ‏ (7 مايو 2015 – 3 مايو 2017) للكتلة البرلمانية حزب العمال.
- في الانتخابات العامة في المملكة المتحدة 2017، انتخب عضو البرلمان السابع والخمسين للمملكة المتحدة  [لغات أخرى]‏ عن دائرة بوتل وقد انضم خلال فترته النيابية ‏ (8 يونيو 2017 – 6 نوفمبر 2019) للكتلة البرلمانية حزب العمال.